# Acanthodelta mundissima
Acanthodelta mundissima är en fjärilsart som beskrevs av Walker 1858. Acanthodelta mundissima ingår i släktet Acanthodelta och familjen nattflyn. Inga underarter finns listade i Catalogue of Life.